# Strandveronika
Strandveronika (Veronica longifolia) är en växtart i familjen grobladsväxter. 
Strandveronika är en flerårig ört med naturlig hemvist i Europa. Den är uppkallad efter den heliga Veronica. Den blir mellan 30 och 100 cm hög. Arten har långa stjälkar som är kala nederst och ibland finhåriga överst. Bladen blir cirka 7-8 cm långa. De är motsatta eller sitter 3-4 i krans. Ofta är bladen dubbelt sågtandade längs kanterna. På toppen får den långa och tätt axformade klasar med mörkblå blommor. Blomställningarna kan vara antingen ogrenade eller något grenade längst ned.

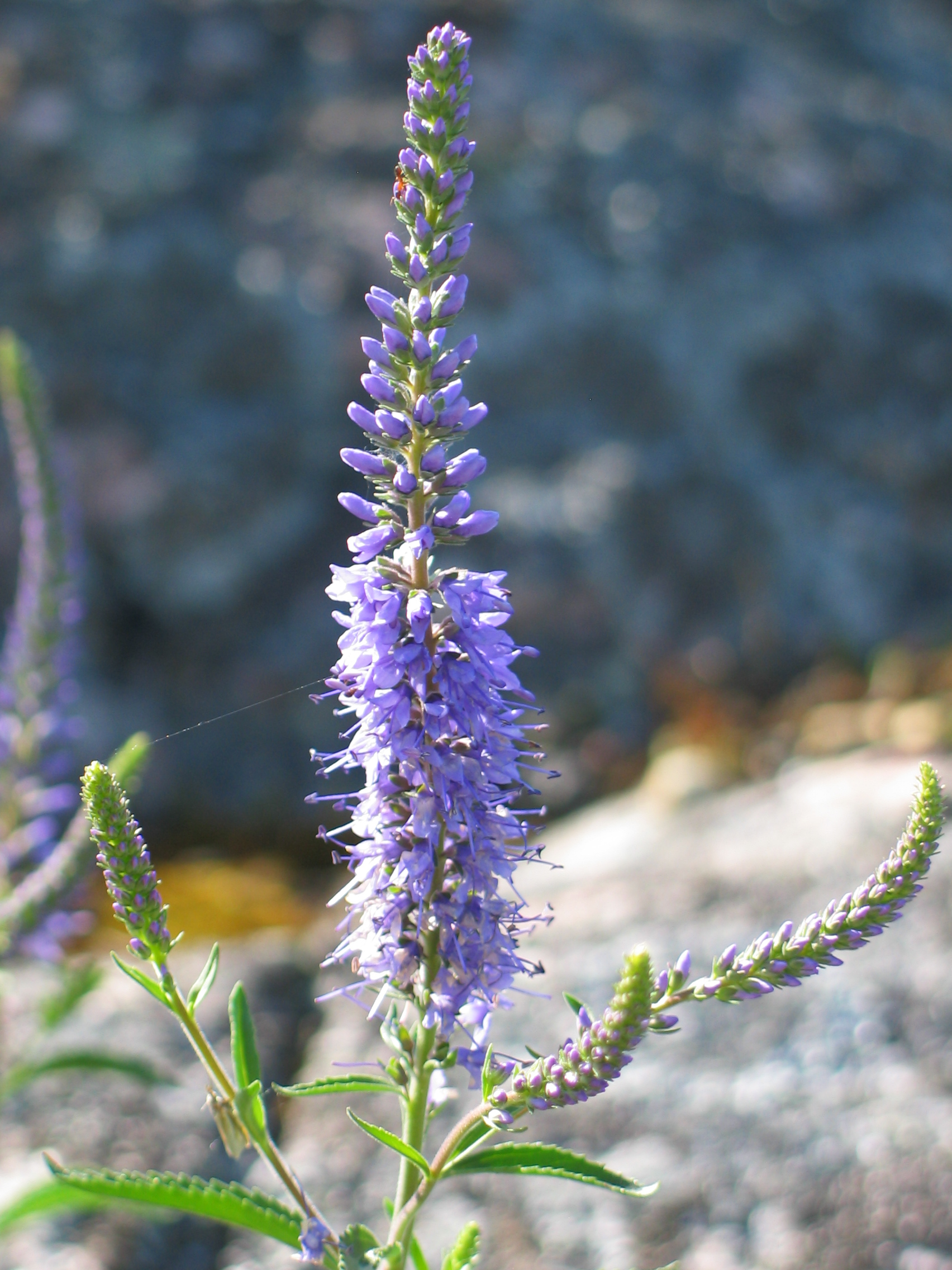
Närbild av blommorna

Växten är mycket odlad i trädgårdar som perenn och har förvildats på många platser i Norge. Strandveronika är mycket robust och klarar sig bra i all slags jord, men mår inte bra om det blir alltför torrt. Arten trivs bra i sol och finner sig väl till rätta i skogskanter och längs vatten. I Norge finns den huvudsakligen från Telemark fylke till Oppland och i Troms och Finnmark fylke.
Strandveronika är en populär växt bland humlor, bin och andra insekter. Den går bra att dela upp efter några år och kan också förökas med frön och sticklingar.